# Идзинский, Юрий Юрьевич
Юрий Юрьевич Идзинский (укр. Юрій Юрійович Ідзінський; 18 июня 1999, Винники, Львовская область, Украина) — украинский борец вольного стиля. Мастер спорта Украины международного класса.

## Спортивная карьера
В начале августа 2015 года в сербской Суботице стал бронзовым призёром юношеского первенства Европы. 10 марта 2019 года в сербском Нови-Саде вышел в финал Первенства Европы среди борцов до 23 лет, в котором проиграл Виталию Песняку из Белоруссии, став серебряным призёром. 9 июня 2019 года в финале Первенства Европы среди юниоров в испанском городе Понтеведра проиграл Сайпудину Магомедову из России, получив серебряную медаль. 13 августа 2019 года в Таллине на Первенстве мира среди юниоров проиграв Алену Хубулову из России, покинул турнир. 27 февраля 2021 на Международном турнире в Киеве в квалификации поборол Джахида Беррахала из Алжира, а в 1/8 финала уступил Даниэлю Лигети в Венгрии и покинул соревнования. В ноябре 2021 года неудачно выступил на Первенстве мира среди борцов до 23 лет в Белграде, в котором уступил в квалификации Соломону Манашвили из Грузия. В июле 2022 года в Варшаве завоевал бронзовую медаль на международном турнире «Вацлав Циолковский». 22 октября 2022 года в испанском городе Понтеведра в полуфинале первенства мира среди борцов до 23 лет уступил Соломону Манашвили, а в схватке за бронзовую медаль проиграл Энтони Кассиоппи из США. 13 июля 2023 года на Международном рейтинговом турнире «Имре Пойяк» в Будапеште, победив в схватке за 3 место Геннадия Чудиновича, завоевал бронзовую медаль. В начале июля 2024 года стало известно, что он примет участие на Олимпиаде в Париже. Однако в итоге на Олимпиаде в Париже выступил Александр Хоцяновский.